# Syrmoptera homeyeri
Syrmoptera homeyeri är en fjärilsart som beskrevs av Herman Dewitz 1879. Syrmoptera homeyeri ingår i släktet Syrmoptera och familjen juvelvingar. Inga underarter finns listade i Catalogue of Life.